# عبد العزيز مصلوح
عبد العزيز مصلوح مخيمر المعروف بعبد العزيز مصلوح. شاعر مصري، ولد في قرية كوم الزهير بمحافظة المنيا، وتوفي في مدينة المنيا. وهو والد العالم اللغوي اللساني الدكتور سعد مصلوح.

## النشأة
حفظ القرآن الكريم، وتعلم مبادئ القراءة والحساب في كتّاب القرية، ثم حصل على الشهادة الابتدائية، بعد ذلك عكف على تثقيف نفسه عن طريق مطالعته لكتب التراث، إضافة إلى إجادته للغتين الإنجليزية والفرنسية اللتين طالع آدابهما، وترجم عنهما.
بعد ثورة 1919، كان من بين المتهمين في أحداث الثورة ولبث مطاردا من سلطات القنصلية البريطانية ولم يعصمه من العقاب إلا إذعان الاحتلال لمطالب الشعب وعودة الزعيم سعد زغلول من منفاه في جزيرة سيشل. ثم ترأس «جمعية أنصار الحق» التي كانت تقوم بدور رائد في تعليم الفلاحين، وتعريفهم حقوق مواطنتهم ونشر الوعي الوطني بينهم وانتصاف لهم من ظالميهم، إضافة إلى عمله محررًا في جريدة الإنذار التي كانت تصدر في المنيا (1933 - 1954).
من مواقفه أنه أرسل خطابا لملك مصر أحمد فؤاد الأول يطالبه بحقوق الشعب والفلاحين بعنوان «خطاب مفتوح»، وقد نشرت له صحيفة الإنذار قصيدة له بالإنجليزية مصحوبه بترجمة صاغها بالعربية واسمها إلى «اللصوص الحمر»، فاشعلت منطقة السويس حربا ضد المحتلين الإنجليز عام 1951 فكان لها وقع شديد على القنصلية الإنجليزية وطلبت إلى صاحب الصحيفة وقف نشر قصائد الشاعر فكانت الاستجابة والامتثال.
وفي أوائل الأربعينيات عين موظفًا بقلم قضايا الأوقاف في مديرية المنيا، وظل في هذه الوظيفة حتى أحيل إلى التقاعد وبعد جلاء الإنجليز عن مصر، تصوّف وانقطع عن العمل في السياسة حتى توفي عام 1984.

## الإنتاج الشعري
له ديوان عنوانه «العلم السعدي» - المنيا 1923، وملحمة «سرّ المعجزات المحمدية» - المنيا 1953، ونشرت له جريدة «الإنذار» عددًا من القصائد، منها: «يقولون» - 23/12/1951، وقصيدة ذكرى الأربعين - 2/5/1954، وقصيدة في غزوة بدر: 30/5/1954، ومن أحرار السلف إلى أحرار الخلف - أكتوبر 1954، وأورد له ديوان «فرائد القصائد» عددًا من القصائد المترجمة عن الإنجليزية والفرنسية، وله عدد من المسرحيات الشعرية المخطوطة.

## الأعمال الأخرى
له «فرائد القصائد» - من ديوان الشعر الغربي - عالم الكتب - القاهرة 2000. (يتضمن ترجمة لقصائد من عيون الشعر الإنجليزي والفرنسي)، وله مؤلف تحت عنوان: «في اللغة» نشر متفرقًا في الصحف والدوريات.
يدور شعره حول الفخر وله شعر في المناسبات الدينية، وهو يميل إلى التذكر والحنين إلى أيام الصبا، وذكريات الشباب، وكتب في الرثاء الذي أوقفه على أولي الفضل من العلماء، وكتب في الوصف واستحضار الصورة، إلى جانب شعر له في مديح النبي ﷺ خاصة همزيته «مشرق النور» التي أفاض فيها عن مآثره، كما كتب في النصح والاعتبار، وله شعر على شكل رباعيات يتجه فيه إلى استخلاص الحكم، وبذل التجارب. يتميز بنفس شعري طويل. تتصف لغته بقوة العبارة، وجهارة الصوت، وفاعلية الخيال. التزم عمود الشعر إطارًا في بناء قصائده.